# Doukbolé
Doukbolé est une commune située dans le département du Yargatenga de la province de Koulpélogo dans la région du Centre-Est au Burkina Faso.